# روبرت فروست
روبرت لي فروست (بالإنجليزية: Robert Frost)‏( 26 مارس 1874 - 29 يناير 1963)، شاعر أمريكي نُشرت أعماله في البداية في إنجلترا قبل نشرها في الولايات المتحدة. اشتهر فروست بتصويره الواقعي للحياة الريفية وإتقانه للخطاب العامي الأمريكي، وكثيراً ما كتب عن أماكن من الحياة الريفية في نيو إنغلاند في أوائل القرن العشرين مستخدماً إياها لدراسة موضوعات اجتماعية وفلسفية معقدة.
يعتبر فروست في نظر الكثيرين واحدًا من أهم الشعراء باللغة الإنجليزية. شارك في مراسم تنصيب الرئيس جون ف. كينيدي. ويعرف بأسلوبه البسيط والمباشر وبأوصافه المثيرة للمشاعر لمناظر نيو إنجلند شمال شرق الولايات المتحدة.
كُرم فروست كثيرًا خلال حياته وهو الشاعر الوحيد الذي حصل على أربع جوائز بوليتسر للشعر. أصبح أحد الشخصيات الأدبية العامة النادرة في أمريكا. في عام 1950 حصل على ميدالية الكونغرس الذهبية عن أعماله الشعرية. في 22 يوليو 1961 أطلق عليه لقب "ملك شعراء فيرمونت".

## حياته
ولد فروست في مدينة سان فرانسيسكو، أمه إيزابيل مودي وأبيه وليام فرسكوت فروست الابن. توفيّ والده من مرض السل وهو في الحادية عشرة من العمر وبعدها انتقلت عائلته إلى لورانس في ولاية ماساتشوستس.
بدأ فروست دراسته في معهد درت موت عام 1892 لكنه ترك الدراسة فيها قبل أن يكمل الفصل الأول وعاد إلى ماساشوسف وهناك عمل في التدريس وبعض الأعمال المؤقتة الأخرى. وفي عام 1894 باع فروست منظومته الشعرية الأولى فراشتي لإسبوعية في نيويورك مقابل $15. بعد هذا النجاح طلب يد صديقته ألينور مريام للزواج لكنها رفضت بسبب رغبتها في إكمال دراستها، بعدها سافر فروست محبطا إلى النهر الكبير في فيرجينيا لكنه لم يلبث أن عاد وتزوج من الينور وأنجب منها ستة أولاد، أربعة منهم ماتوا خلال حياته.
عمل فروست وزوجته في التدريس حتى عام 1897. بعد ذلك بدأ فروست دراسته في جامعة هارفارد إلا أنه ترك الدراسة فيها بعد عامين وبعد أن ولد له الولد الثاني. اشترى له جده مزرعة في ولاية نيو هامشاير، هناك مكث فروست تسعة أعوام من حياته لم يحقق خلالها نجاح في العمل الزراعي، لكنه كتب خلال تلك الفترة أشعار كثيرة أصبحت مشهورة.
في عام 1912 عندما بلغ الثامنة والثلاثين من العمر سافر فروست إلى بريطانيا وهناك نشر أول كتابين في الشعر و تعرف إلى عزرا فاوند. وفي عام 1915 عاد فروست مع عائلته إلى مزرعة نيو هامشاير بعد أن حاز على بعض الشهرة. ومنذ العام 1916 وحتى العام 1938 عمل كبروفوسور في جامعة أمهرست مع ممارسته خلال ذلك الكتابة.

## إنتاجه
أشعار فروست تتميز بالإسلوب البسيط والمباشر والسلس ومما قيل عنه فروست حول لغة البسطاء إلى شعر وهو يكثر من وصف مناظر ومحيط منطقة نيو إنجلند التي قضى فيها معظم فترات حياته.
معظم أشعاره موزونة على هيئة منظومات غنائية إذ أن فروست سخر من إسلوب الشعر الحر الذي مارسه الكثير من أبناء جيله من الشعراء الأمريكيين.

## قائمة أشعار فروست
- نار وثلج
- فراشتي
- إصلاح الجدار
- الدرب المهجور
- التوقف عند الغابة في مساء مثلج
- الجبل الفاصل الزمني ( هولت، 1916)
- قصائد مختارة ( هولت، 1923)
- عدة قصائد قصيرة ( هولت 1924 )
- قصائد مختارة ( هولت، 1928)
- غرب تشغيل بروك ( هولت ، 1928 ؟ 1929)

## روابط خارجية
- روبرت فروست على موقع IMDb (الإنجليزية)
- روبرت فروست على موقع الموسوعة البريطانية (الإنجليزية)
- روبرت فروست على موقع مونزينجر (الألمانية)
- روبرت فروست على موقع ميوزك برينز (الإنجليزية)
- روبرت فروست على موقع إن إن دي بي (الإنجليزية)
- روبرت فروست على موقع ديسكوغز (الإنجليزية)
- روبرت فروست على موقع قاعدة بيانات الفيلم (الإنجليزية)